# Editorial de la Universidad Nacional de La Plata
La Editorial de la Universidad Nacional de La Plata es el sello editorial de la UNLP. Ha editado más de 600 publicaciones de investigadores y académicos, como así también de autores y escritores de ficción, historia, cultura, poesía, folklore, teatro, música, diarios de viajes e ilustraciones.
EDULP forma parte de la Red de Editoriales de las Universidades Nacionales, cuyo objetivo esencial consiste en generar un instrumento eficaz para favorecer la promoción, transmisión y circulación del saber surgido en los órganos de publicación de las casas de estudio nacionales.
Las publicaciones de la Editorial, dirigidas por académicos, investigadores y personalidades de la cultura, están organizadas, en su mayoría, en catálogos de colecciones y series.

## Distribución
La editorial posee su sede en la ciudad de La Plata, capital de la provincia de Buenos Aires, en la calle 47, entre calles 2 y 3. Allí pueden conseguirse cada uno de los libros que componen su catálogo, como así también en la sede del Rectorado de la UNLP y en numerosas librerías de La Plata y la Ciudad Autónoma de Buenos Aires.
A su vez, EDULP participa anualmente de la Feria Internacional del Libro de Buenos Aires y de distintas convocatorias literarias latinoamericanas e internacionales.

## Colecciones
- Cátedra: Exactas, Naturales, Sociales y Colegios.
- Crónica.
- Exactas.
- Ficción: Cuento, Novela, Poesía y Teatro.
- Institucionales.
- Materiales Educativos.
- Naturales.
- Sociales: Comunicación, Debates, Derechos Humanos, Educación, Género, Historia e Industrias Culturales.

## Catálogo

### Cuentos
- Autocruzados
- Desplazamientos
- Fragmentaria [.com]
- La política del detalle
- Prisiones terrestres
- Saigón

### Poesía
- Atlas de la Poesía Argentina
- Atlas de la Poesía Argentina II
- Banderas reunidas
- Carnívora
- Dispositivo poético
- Dolorosa
- Entrepueblos
- La revolución de terciopelo
- Orozquianas
- Pájaros rojos
- Viajeros del tiempo

### Novela
- De pantalón cortito y otros amores
- Inhumación
- Insilio
- La noche de James Dean
- Niños
- Silencio de familia

### Teatro
- Despojos
- El éxito (o lo que queda del fracaso)
- Insumisas

### Naturales
- Enfermedades del trigo
- Impacto del Cambio Climático en el gran La Plata
- Rol del Odontólogo
- Virus Azul y otras experiencias ilegales en nuestro país

### Comunicación
- Comunicación y revolución (1759-1810)
- Convergencia
- Deportes y Ciencias Sociales
- Memoria y promesa
- Promesas y traiciones de la cultura masiva
- Representaciones, discurso y comunicación

### Debates
- 2003-2013. Diez años del Proyecto Nacional
- Acordonados
- Bio-lencia
- Complicidad ideológica
- Coreografías críticas
- Escenarios mundiales
- Ética, responsabilidad científica e investigación psicológica
- Inteligencia territorial
- Inundados La Plata
- Jóvenes Piqueteros y Encapuchados
- La ciudad de las ranas
- Malouines Dans l’Université. Concours d’ essais 2012
- Más mayores, más derechos
- Narrar y escuchar Malvinas
- Ni punteros ni piqueteros
- Peronismos, izquierdas y organizaciones populares
- Versión final

### Derechos Humanos
- Exilios: militancia y represión
- Guardianas de la Memoria
- La otra lucha
- La rebelión de las Madres
- La venganza y otros relatos
- Los sentidos de la justicia
- Relatar con luz
- Revolución, exilio y democracia
- Siempre fueron libres
- Una historia de las Madres de Plaza de Mayo

### Educación
- Con las manos limpias en la masa
- Evaluación en la enseñanza de la contabilidad
- F(r)icciones pedagógicas
- La experiencia interpelada
- Políticas de educación superior por universitarios

### Género
- Cuerpos minados
- Enseñar filosofía hoy
- La retórica de la domesticidad
- Material descartable
- Sobre la despenalización del aborto
- Una erótica sangrienta
- Violencia contra las mujeres, discurso y justicia
- Vivir con Virus
- Volver a los setenta

### Historia
- A la plaza de Perón
- Colonialismo en el Siglo XXI
- La invención de la masonería
- Panamá
- Tibio nunca

### Industrias Culturales
- Aguas arriba
- Arte del cuerpo digital
- Catorce amapolas
- Composición libre
- El tercer relato
- La condición romántica del arte
- La querella de la lengua en Argentina: Ensayo Biográfico
- Modo mata moda
- Que el mundo tiemble

### Crónicas
- Conectados
- El inglés de mi vida
- Testiga
- Usted está aquí

### Exactas
- Extracción de conocimiento en grandes bases de datos utilizando estrategias adaptativas

### Materiales educativos
- Amores, caminos y fronteras
- ¿Cómo usamos el agua?
- Cuentos del más allá. Relatos folklóricos argentinos
- Fragmentos de un viaje extraño
- La isla desierta
- Literatura y reflexión lingüística
- Museos: ¿para qué?
- Proyecto Faro
- Qué dicen los migrantes cuando cuentan
- Satélites
- Tres tipos difíciles
- Viajes urbanos

### Institucionales
- La Facultad de Ciencias Económicas de la Universidad Nacional de La Plata
- Memorias de la Universidad